# Rasy v seriálu Babylon 5
V seriálu Babylon 5 je Pozemšťany spravovaná stejnojmenná stanice centrem politických intrik a konfliktů mezi mnoha mimozemskými rasami. K pěti nejdůležitějším rasám patří kromě lidí ještě Minbaři, Narnové, Centauři a Vorloni, rasy s menším vlivem jsou sdruženy do Ligy nezávislých světů.

## Pozemská aliance
Pozemská aliance je meziplanetární státní útvar s hlavním sídlem na Zemi. Jedná se však o Zemi 23. století, jejíž státy jsou sjednoceny pod jednotnou vládou a která již kolonizovala několik planet. Jejími nejvýznamnějšími koloniemi jsou Mars, Orion 7 a Proxima 3 (poblíž hvězdy Proxima Centauri). Sídlem vlády je švýcarské město Ženeva, vládu tvoří prezident a senát.
Lidstvo prodělalo značný technologický skok po kontaktu s první mimozemskou rasou – Centaury. Od nich Pozemšťané zakoupili technologii, které jim umožnily lety do vzdálených oblastí a kolonizaci okolního vesmíru. V době, kdy se odehrává seriál, jsou již lidé jednou z dominantních ras v galaxii. Vesmírná stanice Babylon 5 je pod jejich správou.
Malé procento z celkové lidské populace, asi jedna osoba z tisíce, tvoří telepati, kteří se ve větší míře začali na Zemi rodit asi před 100 lety. Ostatními lidmi nejsou příliš oblíbení, jejich ´normální´ spoluobčané se jich obávají a nemají k nim důvěru. Každý, u koho se projeví telepatické schopnosti, se musí povinně stát členem Sboru PSI, organizace sdružující všechny telepaty v Pozemské alianci. Jedinou alternativou k vstupu do Sboru PSI je nucené užívání léků potlačujících telepatii, které však často mají za následky deprese končící i smrtí. Sbor sleduje své vlastní cíle a telepaty leckdy zneužívá. Osoba, která odmítne jak medikamenty, tak vstup do Sboru PSI, je postavena mimo zákon a musí se skrývat.
Deset let před začátkem první série seriálu vedl první kontakt mezi lidmi a rasou Minbarů ke krvavé válce, v níž lidé utrpěli obrovské ztráty. Po dvou letech válka náhle skončila, když Minbaři, přestože měli vojenskou převahu a Pozemšťané byli v defenzívě, náhle překvapivě, z neznámého důvodu, kapitulovali.

## Minbaři
Minbaři jsou humanoidé se světlou pokožkou a s lidem podobným vzezřením. Jejich domovským světem je Minbar, sedmá planeta v binárním hvězdném systému Chi Draconis. Od lidí se liší absencí ochlupení ve vlasové části hlavy (někteří však mohou mít vousy) a především kostěným hřebenem, který jim vyrůstá ze zadní části lebky. Jsou silnější a fyzicky odolnější než lidé, také se dožívají vyššího věku (asi 150 let). Malé procento jejich populace stejně jako u většiny ostatních ras tvoří telepaté, kteří jsou svými soukmenovci pro svůj „dar“ velmi váženi.
Minbaři jsou nejstarší z tzv. “mladších ras“. Jsou technologicky velmi vyspělí, např. cestování vesmírem ovládají již přes 1.000 let. Minbarská společnost je rozdělena do tří kast – náboženské, válečnické a dělnické. Členství v kastě získává Minbari hned při narození; dědí je po rodičích, pokud jsou tito z různých kast, tak po matce. V řídkých případech, kdy jej srdce táhne k jiné kastě než do níž náleží, může do ní v kterémkoli období života ze své svobodné volby přestoupit.
Minbary osídlené světy a kolonie jsou sdruženy v Minbarské federaci, jejímž nejvyšším vládním orgánem je Šedá rada. Ta sestává z devíti členů, po třech z každé z kast. Přestože hlavním městem Minbaru je Yedor, Šedá rada obvykle zasedá na palubě vesmírné lodi.
Minbarské náboženství se nezakládá na existenci nějakého určitého boha či bohů. Podle jejich víry má vesmír sám vlastní vědomí a každá živoucí bytost je jeho nedílnou součástí. Minbaři věří v reinkarnaci s tím, že duše zemřelých se znovu zrodí v dalších generacích Minbarů. Centrální osobností jejich náboženství je historická postava jménem Valen. Tento tajemný muž, zakladatel Šedé rady, vedl Minbary během první války se Stíny před tisícem let a významně se zasloužil o poválečnou obrodu a organizaci minbarské společnosti. Jeho jméno se objevuje v mnoha minbarských rčeních, například namísto „Proboha!“ by typický Minbari řekl: „Ve jméně Valenově!“.

## Centauři
Humanoidní, lidem velmi podobná  rasa. Jejich domovskou planetou je Centauri Prima. Ač tomu její název napovídá, nemá tato planeta nic společného se Zemi nejbližším hvězdným systémem Alfa Centauri, jedná se pouze o shodu jmen.
Centaurské planety jsou sdruženy v Republice Centauri, která je přes svůj název konstituční monarchií. Vládne jí císař a shromáždění významných šlechtických rodů nazývané Centaurum. Původně dobyvačné a rychle expandující impérium v dobách své největší slávy zahrnovalo celé stovky světů, včetně Narny, kterou Centaurové okupovali přes 100 let. Současná republika je však již jen upadajícím, spíše dekadentním a značně zkorumpovaným stínem původní velké říše. Její obyvatelé jsou přesto mnohdy přesvědčeni o své výjimečnosti a nadřazenosti a sní o staré zašlé slávě.
Všechny významné pozice ve státní správě, ekonomice i vojenství zastávají příslušníci šlechty. Jelikož jsou tyto posty dědičné, je pro obyčejného Centaura téměř nemožné domoci se nějakého významnějšího postavení. Centaurové praktikují mnohoženství, každý muž může mít několik manželek. Sňatky jsou však spíše než z lásky uzavírány z politických důvodů, pro posílení mocenského postavení.
Centaurové byli první mimozemská rasa, která navázala kontakt s lidmi. Jak už je v jejich povaze, nějakou dobu je vodili za nos s tvrzením, že Země je bývalá centaurská kolonie, což s ohledem na nápadnou podobu obou ras znělo ponejprv docela důvěryhodně. Teprve až po letech odhalily Pozemšťanům pravdu genetické testy.
Centauři jsou svým vzhledem téměř zaměnitelní s lidmi, nebýt jejich odlišného stylu úpravy účesů. Muži mají vlasy upravené do jakéhosi vějíře, jehož výška závisí na jejich postavení, ženy mají hlavy vyholené až na úzký dlouhý pramen vlasů na temeni hlavy. Oděvy Centaurů se vyznačují velkou barevností a zdobností, mužské šaty v mnohém připomínají pozemské vojenské uniformy z 18. století.
Jak již bylo řečeno, na první pohled se Centauři velice podobají lidem, při podrobnější kontrole však již vyniknou podstatné rozdíly. Centauři mimo jiné mají dvě srdce a jejich zuby jsou oproti lidským mírně zašpičatělé. Nejvýraznější odlišnosti však vykazují jejich reprodukční orgány. Mužští příslušníci rasy mají 6 chapadlovitých rozmnožovacích orgánů, umístěných zhruba v úrovni boků, tři na každé straně těla. Tyto orgány se dají natáhnout až o několik cm a jejich majitel je může ovládat do té míry, že je lze použít i například pro podvádění při hře v karty. Centaurské ženy mají na zádech odpovídající počet otvorů, tři po každé straně podél páteře.
Většina Centaurů má omezené schopnosti předvídání budoucnosti, které se však týkají výhradně jejich osoby a omezují se jen na drobné, útržkovité záblesky. Někteří z nich mohou mít sny, v nichž vidí okolnosti své budoucí, byť vzdálené smrti. Jen malé procento Centaurů, výhradně ženy, má tyto schopnosti natolik silně vyvinuté, že jsou schopni bezchybně věštit budoucnost. Určitá část centaurské populace má také telepatické schopnosti.

## Narnové
Narnové jsou humanoidní, ještěrovitě vyhlížející, velmi bojovná rasa. Jejich domovskou planetou je Narna, původně zelený a životem kypící, nyní znečištěný, vyprahlý, takřka neobyvatelný svět. Planety patřící Narnům jsou sdruženy ve státním útvaru nazývaném Narnský režim, v jehož čele stojí rada Khari.
Narnové jsou vysocí a podsadití, mají výrazně rudé oči a žlutooranžovou pokožku bez ochlupení, zato s různě velkými hnědými nebo zelenými skvrnami. Jsou nesmírně silní a houževnatí, fyzicky jsou nejzdatnější ze všech „mladších ras“. Zároveň jsou jedinou rasou, která nemá žádné vlastní telepaty, podle legendy byli všichni vyhubeni před tisícem let neznámým nepřítelem. Oproti ostatním rasám nejsou tak technologicky rozvinutí, moderní technologie navíc nevyvinuli sami, ale získali je hlavně zabráním, koupí či krádeží. Mezi ostatními rasami si získali pověst bezohledných, proradných a násilnických tvorů, zabývajících se nelegálním obchodem (zejména se zbraněmi) a ochotných prodat cokoli komukoli kdo má dost peněz, aby za to zaplatil.
Narnové jsou velmi nábožensky založeni, existuje u nich několik náboženských proudů. Nejznámějším svatým textem je Kniha G´Quanova, jejíhož dávného autora Narnové uctívají jako velkého myslitele. Ač se to nezdá, mnoho Narnů se řídí přísným kódem cti. Jeho součástí je například i to, že Narn nikdy netasí zbraň pokud ji nehodlá použít a vytažená zbraň (obvykle se jedná o typickou širokou narnskou dýku),  nesmí být vrácena zpět do pouzdra dříve, než jí byla prolita krev.
Původně byli Narnové mírumilovní, technologicky zaostalí zemědělci, to se však změnilo s příchodem Centaurů, kteří zabrali jejich planetu, z Narnů nadělali otroky a bezostyšně vykořisťovali jejich svět, zejména pak jeho nerostné bohatství. Narnové se jim však postavili na odpor a po zhruba 100 letech okupace a rostoucích násilnostech byli Centaurové nuceni nyní poničenou planetu s rozvráceným ekosystémem opustit. Tyto události se odehrály z pohledu seriálu vcelku nedávno, před několika desetiletími, není tedy divu, že se Narnové s Centaury dosud nesmírně nenávidí a na obou stranách se ještě můžeme setkat s lidmi, které tehdejší okupace osobně zasáhla.

## Vorloni
Tajemná, prastará rasa, o níž ostatní druhy přes veškerou snahu téměř nic nevědí. Patří mezi tzv. „první rasy“. Lodě, které ať už náhodou či úmyslně zabloudí do vorlonského vesmírného prostoru, se nevrací. Domovským světem Vorlonů je Vorlon, jeho přesné umístění je však, stejně jako všechno co se týká Vorlonů, zahaleno tajemstvím. Jejich teritorium se nazývá, Vorlonská říše, není však známo, jaký druh vlády Vorloni mají a kdo tedy v říši panuje.
Nikdo neví, jak Vorloni vlastně vypadají, na veřejnosti se totiž objevují výhradně v podivných ochranných oblecích. Ty nosí údajně proto, že nejsou schopni dýchat kyslíkovou atmosféru (pro jejich velvyslance byla na Babylonu 5 zřízena zvláštní sekce naplněná metanem a dusíkem), později se však ukáže, že prostě jen chtějí zakrýt svůj pravý vzhled. Vorlonský jazyk připomíná spíše shluk nesourodých hudebních tónů a je tlumočen přístrojem vestavěným v jejich obleku. Nejen z tohoto důvodu je obtížné Vorlonům porozumět, s oblibou totiž také hovoří v hádankách, takže jejich projevy mnohdy ostatním nedávají moc smysl.
Vorloni jsou velmi izolacionističtí, společnosti ostatních ras se straní. Jejich nejbližšími spojenci jsou Minbarové, kteří před tisícem let bojovali po jejich boku proti Stínům. Co se týče technologické vyspělosti, nemůže se Vorlonům nikdo rovnat. Technologie pro cesty vesmírem vyvinuli již nejméně před milionem let. Jejich vesmírné lodi jsou vytvořeny  z organického materiálu, mají alespoň omezené vědomí a dokážou do určité míry měnit barvu a tvar.
Dlouho se mělo zato, že Vorloni jsou organičtí tvorové dýchající metan, posléze ale vyšlo najevo, že jsou to bytosti z čiré energie, velmi silní telepaté a telekinetici. Celá tisíciletí zasahovali do genomu „mladších ras“, aby podnítili jejich evoluční vývoj.  Jedním z nejmarkantnějších následků tohoto jejich počínání je existence telepatů. Druhým je skutečnost, že kdokoli zahlédne Vorlona v jeho pravé podobě (bez ochranného skafandru), vidí ho jako okřídlenou postavu odpovídající náboženské mytologii jeho rasy – lidé spatří anděla, Draziové Dro´shallu, Narni G'Lan atd. – tak jak to Vorloni kdysi zakódovali do genů jeho předkům.

## Liga nezávislých světů
V Lize jsou sdruženy méně významné rasy, například Draziové, Brakiové či Pak´ma´rani. Na Babylonu 5 je každá z ras zastoupena jedním delegátem, ale při hlasování se členové Ligy musí vždy shodnout, protože mají dohromady jen jeden poradní hlas. Oproti tomu zástupci lidí, Minbarů, Narnů, Centaurů a Vorlonů mají každý po jednom hlasu.